# 시각언어

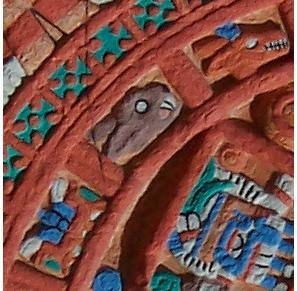
아즈텍 태양의 돌의 복제품 상형화되어 있는 물, 토끼, 사슴.

시각언어(visual Language)는 시각적 요소들을 이용한 소통 체계를 일컫는다. 소통의 수단으로써의 말은 시각을 포함하는 인류 전체의 모든 소통적 행위에서 명확히 분리될 수 없고, 시각과 관련된 '언어'라는 개념은 가시적인 신호들의 인지와 이해, 생산을 묘사하기 위해 언어의 사용을 확대한 것이다.

## 개요
한 개념을 각색하고 소통하게 하는 이미지로 시각 언어의 쓰임을 가정할 수 있다. 사람들이 그들의 생각을 '구두화'하는 것처럼, 시각 언어는 그것을 '시각화'할 수 있다. 표, 지도, 그림은 모두 시각 언어 사용의 예이다. 시각 언어의 구조적 구성 단위는 모양, 색, 종류, 동세, 질감, 무늬, 방향, 지향, 규모, 각도, 여백, 의도로 이루어져 있다.
한 이미지의 요소들은 말에 사용되는 선형이 아닌 공간적 맥락을 통해 개념을 나타낸다. 말과 시각적 소통은 유사하며, 인간이 정보를 교환하는 방법의 관점에서 종종 상호 독립적인 수단이기도 하다.

## 시각 언어
선과 표식으로 이루어진 시각적 구성 단위들은 의미 있는 형태와 구조, 또는 신호를 구성한다. 대뇌 피질의 각 부분은 색, 종류 등 서로 다른 요소들에 반응한다. 세미르 제키(Semir Zeki)는 미켈란젤로, 렘브란트, 베르메르, 마그리트, 말레비치, 피카소의 그림에 대한 뇌의 반응을 보여주었다.

### 머리 속으로 상상하기
우리가 깨어있을 때 생각하는 것과 꿈 속에서 상상을 하는 것은 본질이 거의 같다. 꿈 속의 이미지에는 말, 다른 소리 또는 색깔이 있을 수도 없을 수도 있다. 깨어 있는 상태의 전경에서는 보통 순간적인 기억의 이미지와 마찬가지로 즉각적인 인식, 느낌, 기분이 든다. 하늘에서 "구름이 흘러가고 있고, 켄타로우스, 수사슴, 영양, 늑대 같은 것들"이 보이는 동안, 즉 '백일몽'이나 명상 중인 상태는 꿈꾸는 상태와 완전히 깨어있는 상태 사이의 정신 상태이다. 루돌프 안하임(Rudolf Arnheim)은 '정신적 이미지는 어떻게 생겼는가'에 관한 질문에 답하는 것을 시도했다. 그리스 철학에서, 레우키포스와 데모크리토스 학파는 사물의 복제품이 눈에 들어와 완전한 이미지로써의 기억으로 영혼에 남는다고 믿었다. 버클리는 '부분', 예를 들어 완전한 몸보다는 다리 하나가 시각적으로 머리 속에 떠오른다고 설명한다. 안하임은 철학자 에드워드 B. 티체너(Edward B. Titchener)의 설명을 이미지에 대한 모호하고 불완전한 성질이 어떻게 '인상주의적'인지 이해하고 형태뿐만 아니라 의미까지 전달한다는 점에서 큰 업적으로 여겼다.

### 뜻과 표현
추상화는 단어나 그림 표현을 사용하지 않고도 선과 형태, 비율, 그리고 색의 완성도가 의미를 정확히 전달할 수 있다는 것을 보여주었다. 바실리 칸딘스키(Wassily Kandinsky)는 점, 선, 면에서 선과 표식들이 어떠한 명시적 이미지와도 연계되어 있지 않으면서도 의미를 표현할 수 있는 방법을 보여주었다. 대부분의 고대 문화와 역사에서 시각 언어는 의미를 부호화하기 위해 사용되었다. "일클리 무어(Ilkly Moor)에 있는 청동기 시대의 오소리 모양 돌은 원과 선, 속이 빈 컵, 날개 달린 형상, 펴진 손, 고대의 만(卍)자, 배아, 유성이 새겨져 있는데, 이것은 선사시대부터 전해져 내려온 메시지를 전해주는 돌이다." 리처드 그레고리(Richard Gregory)는 "우리들의 초기 조상들이 바위에 그림을 그렸던 것처럼 누락된 상상의 상황에 반응할 수 있는 능력은 아마 추상적 사고의 발전을 향한 필수적 단계를 나타내는 것일 수도 있다."라고 말했다.

### 인식
시각은 선택적으로 작동한다. 인식은 눈 앞에 있는 모든 것들에 대한 수동적인 기록이 아니라 규모와 색 관계에 대한 연속적인 판단이며, 세상에 있는 이미지와 모양들을 분류하기 위해 형태의 범주를 정하는 것 또한 포함된다. 6 ~ 12개월 된 아이들은 원, 사각형, 삼각형을 구분하는 법을 경험과 학습을 통해 할 수 있게 된다. 이 시기 이후의 아이들은 본질적인 성질을 추출하여 대상을 분류하고, 그것들을 다른 비슷한 대상과 비교하는 법을 배운다. 대상을 감지하고 식별하기 전에 아이는 하나의 대상을 다양한 환경과 관점에서 보았을 때 그 사물이 가질 여러 모양과 색을 분류할 수 있을 것이다.

### 뇌 속의 선천적 구조
형태를 인식하기 위해서는 필수적인 구조적 기능에 대한 파악이 필요하고, "전체" 혹은 게슈탈트를 형성한다. 게슈탈트 이론은 1890년 크리스티안 폰 에렌펠스(Christian von Ehrenfels)가 제안하였다. 그는 멜로디의 키를 변화시켜 연주해도 여전히 인식할 수 있다는 점을 지적하면서 전체는 단순히 그 부분들의 합이 아닌 전체 구조라고 주장했다.
막스 베르트하이머(Max Wertheimer)는 폰 에렌펠스(von Ehrenfels)의 아이디어에 대해 연구했으며, 추상적인 점과 선의 패턴으로 설명하였기 때문에 "점 에세이"라는 별칭을 가진 그의 "형태 이론"(1923)에서 비슷해 보이는 구성요소들(유사 집단)을 모아 불완전한 형태(대상 가설)를 완전한 형태로 만드는 경향이 있다는 결론을 내렸다. 무작위의 점들의 집합은 배열(무리)을 이루는 경향이 있다. 이러한 선천적 능력들은 어떻게 눈과 정신이 패턴과 단순한 전체 형태을 찾으려 하는지를 보여준다. 우리가 좀 더 복잡한 시각적 이미지들, 예를 들어 그림을 보게 되면, 예술이 시각적 이미지들을 기록하기 위한 계속적인 노력이었다는 것을 알 수 있다.

### 시각적 사고
사고의 과정은 분산되어 있으며, 서로 연결되어 있고, 감각적 수준에서 인식 가능하다. 사고는 감각 물질의 가장 깊은 곳에서 이루어지고, 좌뇌와 우뇌는 각각 다른 종류의 사고를 담당한다. 뇌는 두 개의 반구로 나뉘어 있으며, 두꺼운 신경 섬유의 다발이 두 반구가 서로 소통할 수 있도록 해 준다. 조직하고 말을 할 수 있는 능력은 대개 좌뇌가 맡고 있다. 공간지각능력은 좌뇌가 기여하는 부분도 있긴 하지만, 우뇌의 영향을 더 많이 받는다. 실제로, 우리는 인류가 인지적 모델링을 할 수 있는 잠재적 능력을 가지고 있다고 생각하며, 스케치, 그리기, 건축, 연기 등을 통하여 표현하는 것은 인간의 사고에 필수적이다."

### 교육 속 예술
시각언어는 영유아기 때 눈과 뇌가 집중할 수 있게 되고 패턴을 인식할 수 있게 되면서부터 시작된다. 어린이의 그림은 인지적 자각과 구성 요소의 범위를 증가시키는 과정을 보여준다. 교육에서는 언어 소통에서 시각적 측면의 발달을 문해력(literacy)과 산술 능력(numeracy)과 유사하게 그래픽 아트의 재능(graphicacy)이라고 일컬어 왔다. 마이클 트와이먼(Micheal Twyman)이 지적했듯이 비주얼 아티스트는 아이디어를 소통하기 위해 시각 언어를 조절하는 능력을 발달시켜온 것이다. 이는 시각적 형태로 개념을 이해, 구체화, 생산하는 것을 포함한다.

## 같이 보기
- 데이터 시각화
- 정보 그래픽
- 픽토그램

## 참고 문헌
- Patrick Heron (1955). Space in Colour. New York : Arts Digest